# 泛伊斯蘭主義

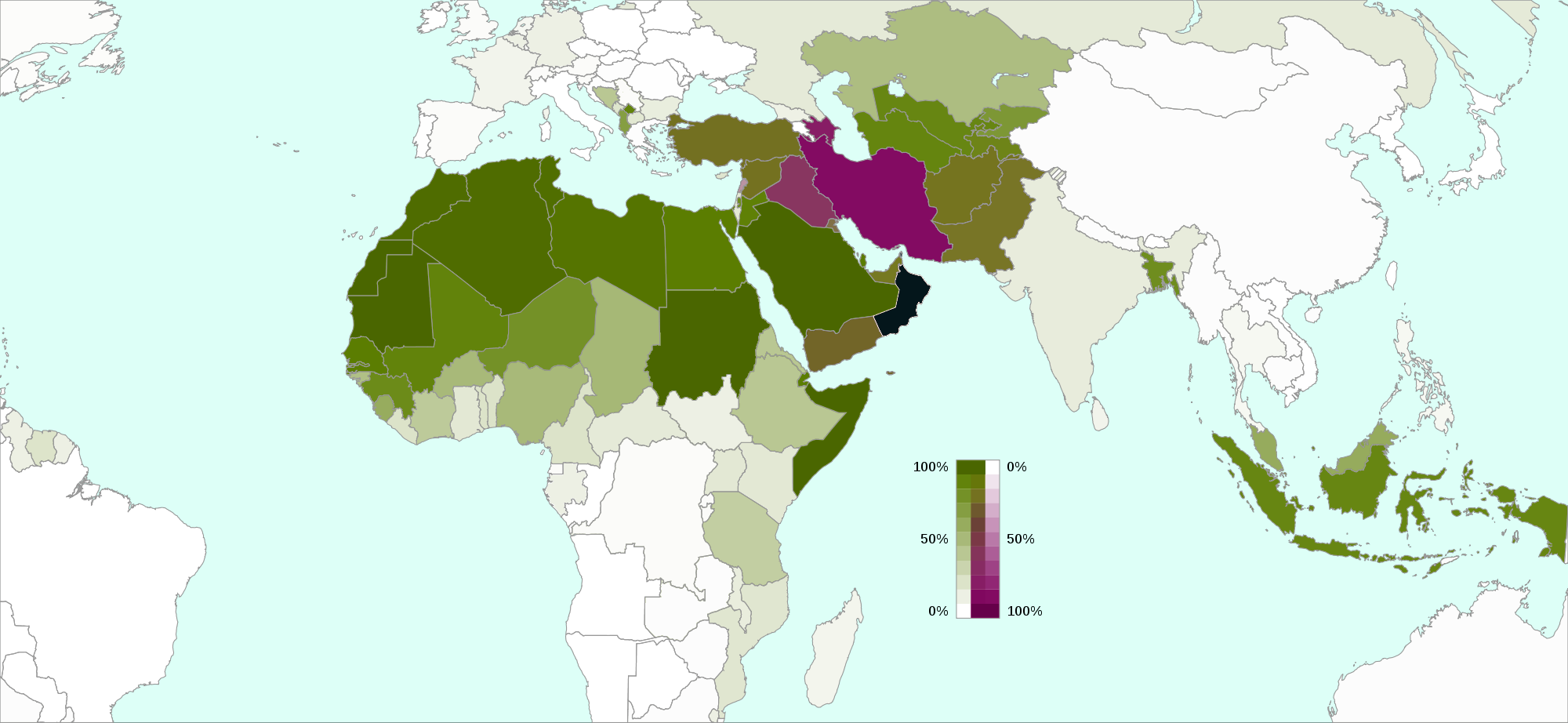
各國伊斯蘭教：
遜尼派
什葉派
伊巴德派

泛伊斯蘭主義（阿拉伯語：الوحدة الإسلامية）是一種提倡將所有穆斯林團結在一個單一的伊斯蘭國（通常是哈里發國）或奉行伊斯蘭教義的國際組織之下的理論。作爲國際主義與反民族主義的形式之一，泛伊斯蘭主義將烏瑪（伊斯蘭群體的代稱）視作擁戴與動員的對象，且不認爲族群是團結統一的要素。因此，泛伊斯蘭主義與包括泛阿拉伯主義在内的泛民族主義意識形態有著顯著的區別。